# Enteromius eburneensis
Enteromius eburneensis és una espècie de peix de la família dels ciprínids i de l'ordre dels cipriniformes de Guinea.
Poden assolir els 7,4 cm de longitud total.